# Дарик (монета)
Вижте пояснителната страница за други значения на Дарик.
Дарик или Дарейка (на староперсийски: darayaka; на старогръцки: δαρετκος; на английски: daric) е древна златна персийска монета. Известна е с високата чистота на златото, с което е изготвяна - 95,83%. Теглото на монетите е в рамките на 8,10 - 8,50 грама (обикновено 8,4 g) като за изработването им е ползвано теглото на вавилонските шекели от 8,33 грама. На паричните единици са изобразявани персийските шахове облечени като войни и държащи символа на Персийската империя - лък и стрела. По повърхността им липсват надписи. Един златен дарик се разделя на 20 сребърни сикли.
Сеченето на монетите е започнало при царуването на Дарий I и завършва при превземането на страната от Александър Македонски. При превземането на империята Александър Велики претопява наличните монети. Това е и причината днес същите да са изключителна рядкост, макар да са били широко разпространени в миналото.
Един дарик представлявал 1/3000 част от персийския талант. Един персийски талант е равен на 25,92 килограма. През времето на Ахеменидите съотношението на дарика спрямо таланта се меняло на няколко пъти благодарение на промяната на относителната стойност на златото към среброто. В резултат на това стойността на дарика се променяло последователно като се определят четири основни периода на сечене на монетите, границите на които днес е трудно да се определят.
- Първи период: съотношение 1:13⅓, дарик със съдържание на злато 8,19 грама = 20 сикли със съдържание на сребро от 5,46 грама;
- Втори период: съотношение 1:13, дарик със съдържание на злато 8,4 грама = 20 сикли със съдържание на сребро от 5,46 грама;
- Трети период: съотношение 1:13⅓, дарик със съдържание на злато 8,4 грама = 20 сикли със съдържание на сребро от 5,6 грама;
- Четвърти период: съотношение 1:13, дарик със съдържание на злато 8,6 грама = 20 сикли със съдържание на сребро от 5,6 грама;

Още Херодот от Древна Гърция смятал, че Дарий е нарекъл монетите на свое име. Днес се предполага обаче, че името произлиза от староперсийската дума за злато - dari, както и средноперсийската zarig.
Персийските парични единици са споменати на няколко пъти в Стария Завет. Вероятно те стават известни за израилтяните благодарение на контактите им с вавилонците. По време на Ахеменидската династия Вавилон е бил част от Персийската империя. В една от книгите на Стария Завет, наречена Паралипоменон се споменава как библейския цар Давид събира дарения за изграждането на храм. Наред с останалите монети в текста се споменава, че сред дарението са и десет хиляди златни монети дарик. Като се има предвид обаче факта, че Давид е живял около шест столетия преди отсичането на първия дарик се смята, че употребата в Стария Завет на думата се дължи по-скоро на анахронизъм или пресъздаване на текста от съвременен автор.